# Irene Montalà
Irene Montalà (Barcellona, 18 luglio 1976) è un'attrice spagnola.
È conosciuta principalmente per la sua partecipazione in serie televisive come El internado, El barco e La verdad.

## Biografia
Nacque nel quartiere di Nou Barris a Barcellona nel 1976. È figlia dell'attrice Mercè Montalà, conosciuta per la sua partecipazione in El cor de la ciutat e per essere la doppiatrice di diverse attrici statunitensi come Julia Roberts, Michelle Pfeiffer e Emma Thompson . Studiò interpretazione con Txiqui Berrando e Manuel Lillo. Ha conseguito anche studi di canto e ballo. Le sue due lingue madre sono lo spagnolo e il catalano, anche se ha studiato anche inglese e francese (livello superiore).
Iniziò la sua carriera d'attrice nelle serie televisive catalane come Poblenou, Estació d'enllaç e Temps di silenci. In ambito cinematografico, ha ricoperto ruoli secondari nei film Fausto 5.0 di Àlex Ollé (2001), Una casa de locos di Cédric Klapisch (2002) e Lo mejor que le puede pasar a un cruasán di Paco Mir (2003).
Nel 2002  partecipò alla serie Por palabras nel personaggio di Bárbara, che non fu realizzato. Uno dei suoi primi e ricorrenti ruoli fu nella serie Mirall trencat, dove interpretò Sofia, la figlia della protagonista. Nel 2004 apparve sporadicamente nella serie Cuéntame como pasò(La 1), dove interpretò Mila (fotografa, fidanzata di Toni Alcántara). Tra 2006 e 2007 fu la protagonista di Mar de fons, emessa su TV3. Nel 2006 fu protagonista del film Tu vida en 65' della regista María Ripoll.
Nel 2007 ritornò alla televisione nazionale con la serie di Telecinco RIS Cientifica, che non fu apprezzata dal pubblico. Nel 2008 fu ingaggiata per la seconda stagione della serie Herederos, su La 1, l'affermata serie della catena pubblica, nella quale lavorò con grandi attori come Concha Velasco o Carme Elías.
Si fece conoscere realmente quando iniziò a lavorare per El internado, serie di mistero di Antenna 3,nell'anno 2009, dove ha interpretato il ruolo di una delle professoresse del collegio.
Oltre a partecipare alle serie televisive,  ha anche partecipato a molti film tra i quali: La mujer del anarquista di Marie Noëlle e Peter Sehr, Body Armour di Gerry Lively, Andalucía di Alain Gomis, Todo està en el aire di David Ciurana e Angel Penalva, Rottweiler di Brian Yuzna, e Nubes de verano di Felipe Vega, il cui spettacolo è stato riconosciuto nell'anno 2004 con il Premio Cartelera Turia per l'attrice rivelazione.
Dal 2010 fino al 2013 partecipò alla serie El barco, della catena privata Antenna 3, nel ruolo di Julia Wilson. Montalà, interpretando una scienziata che viaggia in una nave nella quale si svolge l'azione, fu una delle protagoniste della serie insieme a Juanjo Artero, Mario Casas e Bianca Suárez. Nel 2013 debuttò nel film Alpha, basata su fatti reali, dove interpretò il ruolo di Sonia.
Nel 2014 partecipò nel reparto secondario del film Perdona si te llamo amor. Oltretutto debuttò anche nella serie Hermanos, di Telecinco. Nel 2016 interpretò Isabel Osorio nella serie storica televisiva spagnola Carlos, Rey Emperador. Nel cinema debuttò in Las invasoras di Victor Conde e La llave de la felicidad di Roger Delmont.
Nel 2017 ritorna su TV3  per partecipare alla seconda stagione del thriller Nit i dia. Nel 2018 appare in La verdad di Telecinco, interpretando l'ispettrice Alicia Costa. Ha fatto anche parte del cast di Presunto Colpablee di Antenna 3 e Félix de Movistar.
Ha anche lavorato in diverse opere teatrali come Primera plana, Fedra, Lulú o El Criat.

## Filmografia

### Cinema
| Anno | Titolo                                           | Indirizzo                     | Personaggio | Note         |
| ---- | ------------------------------------------------ | ----------------------------- | ----------- | ------------ |
| 1996 | Una piraña nel bidet                             | Carlo Pastore, José Picazo    | Africa      | Reparto      |
| 1998 | Amic/Amat                                        | Ventura Pons                  | Alba        |              |
| 2001 | Fausto 5.0                                       | Àlex Ollé, Isidro Ortiz       | Marta       | Reparto      |
| 2002 | Una casa di matti                                | Cédric Klapisch               | Neus        | Reparto      |
| 2003 | Quello migliore che gli può passare a un cruasán | Paco Mir                      | Carmela     | Reparto      |
| 2004 | Nuvole di estate                                 | Felipe #Vega                  | Marta       | Reparto      |
| 2004 | Rottweiler                                       | Brian Yuzna                   | Ula         | Protagonista |
| 2005 | Le bambole russe                                 | Cédric Klapisch               | Neus        | Reparto      |
| 2005 | A ras di suolo                                   | Carlo Pastore                 | Valentina   | Protagonista |
| 2006 | La tua vita in 65'                               | Maria Ripoll                  | Carolina    | Riparto      |
| 2006 | Tutto sta nell'aria                              | David Ciurana, #Angel Penalva | Ana         | Protagonista |
| 2007 | Body Armour                                      | Gerry Lively                  | Anna        | Reparto      |
| 2007 | Andalusia                                        | Alain Gomis                   | Dounia      | Reparto      |
| 2008 | La donna dell'anarchico                          | Marie Noëlle, Peter Sehr      | Pilar       | Reparto      |
| 2012 | Insensibles                                      | Juan Carlo #Medina            | Anaïs       | Reparto      |
| 2013 | Alpha                                            | Joan Cutrina                  | Sonia       | Reparto      |
| 2014 | Asmodexia                                        | Marc Carreté                  | Ona         | Reparto      |
| 2014 | Scusa se ti chiamo amore                         | Joaquín Chiami                | Elena       | Reparto      |
| 2016 | Las invasoras                                    | Victor Conde                  | Invasora    | Protagonista |
| 2016 | La chiave della felicità                         | Roger Delmont                 | Andrea      | Reparto      |

#### Cortometraggi
- Nunca digas  (2011) como Ana.
- 72 ore

| Anno      | Serie                     | Catena          | Personaggio      | Note         |
| --------- | ------------------------- | --------------- | ---------------- | ------------ |
| 1994      | Poblenou                  | TV3             | Júlia Canals     | Riparto      |
| 1995      | Rosa                      | TV3             | Júlia Canals     | 2 episodi    |
| 1995      | Estació d'enllaç          | TV3             | Iona             | 1 episodio   |
| 1996      | Rosa, punt i a part       | TV3             | Júlia Canals     | Mini-serie   |
| 1996      | Rosa, la lluita           | TV3             | Júlia Canals     | 2 episodi    |
| 1996      | Sitges                    | TV3             | Sara             | 1 episodio   |
| 1997      | La Grand Batre            | TV3 France 2    | Faustine         | TV movie     |
| 1998      | Laura                     | TV3             |                  | 1 episodio   |
| 2001      | Temps di silenci          | TV3             | Ingrid           | 1 episodio   |
| 2001      | Carles, príncep di #Viana | TV3             | Brianda          | TV movie     |
| 2002      | Night club                | TV3             | Greca            |              |
| 2002      | Mirall trencat            | TV3             | Sofia Valldaura  | Riparto      |
| 2003      | Iris #TV                  | TV3             | Sara Fonti       | TV movie     |
| 2003      | Tempus Fugit              | TV3             | Mònica           | TV movie     |
| 2004      | Di moda                   | Telemadrid EiTB | Natalia          | TV movie     |
| 2004-2005 | Cuéntame come ha passato  | TVE             | Mila             | Riparto      |
| 2005      | L'ombre d'un crime        |                 | Cécile           | TV movie     |
| 2006-2007 | Mare di fons              | TV3             | Judit Blanchard  | Protagonista |
| 2007      | RIS Scienziata            | Telecinco       | Ana Galeano      | Protagonista |
| 2008-2009 | Eredi                     | Quattro         | Mónica           | Riparto      |
| 2009-2010 | L'internato               | Antenna 3       | Rebeca Benaroch  | Riparto      |
| 2010      | Alakrana                  | Telecinco       | Patricia         | Mini-serie   |
| 2011-2013 | La nave                   | Antenna 3       | Julia Wilson     | Protagonista |
| 2014      | Fratelli                  | Telecinco       | Esther           | Riparto      |
| 2015      | Nico & Sunset             |                 |                  | 3 episodi    |
| 2016      | Carlo, Re Imperatore      | TVE             | Isabel di Osorio | Riparto      |
| 2017      | Nit i dia                 | TV3             | Eva Vivancos     | Riparto      |
| 2018      | Félix                     | Movistar+       | Natalia          | 4 episodi    |
| 2018      | La verità                 | Telecinco       | Alicia Costa     | Protagonista |
| 2018      | Presunto Colpevole        | Antenna 3       | Elena            | Riparto      |
| 2019      | Sì, rimango               |                 | Irene            | Protagonista |

#### Teatro
- Primera plana.
- Fedra.
- Lulú.
- El criat.

#### Programmi
- Jo què sé (2011).
- Password (2010).
- Atrapa un millón  (2011).

#### Pubblicità
- Estrella Damm - La feina ben feta (2009).
- Casa dels Xuklis  (2010).

## Premi
| Anno | Categoria                             | Premio             |
| ---- | ------------------------------------- | ------------------ |
| 2005 | Migliore attrice spagnola rivelazione | Cartelera Turia    |
| 2012 | Migliore attrice di serie             | Neox Fan Awards    |
| 2013 | Migliore attrice di serie             | Celebrities Awards |

## Doppiatrici italiane
Nelle versioni in italiano dei suoi film, Irene Montalà è stata doppiata da:
- Alessandra Felletti in Rottweiler
- Selvaggia Quattrini in Bambole russe
- Federica De Bortoli in Le verità nascoste